# Факторијел
| n      | n!                    |
| ------ | --------------------- |
| 0      | 1                     |
| 1      | 1                     |
| 2      | 2                     |
| 3      | 6                     |
| 4      | 24                    |
| 5      | 120                   |
| 6      | 720                   |
| 7      | 5040                  |
| 8      | 40320                 |
| 9      | 362880                |
| 10     | 3628800               |
| 11     | 39916800              |
| 12     | 479001600             |
| 13     | 6227020800            |
| 14     | 87178291200           |
| 15     | 1307674368000         |
| 16     | 20922789888000        |
| 17     | 355687428096000       |
| 18     | 6402373705728000      |
| 19     | 121645100408832000    |
| 20     | 2432902008176640000   |
| 25     | 1,551121004×1025      |
| 50     | 3,041409320×1064      |
| 70     | 1,197857167×10100     |
| 100    | 9,332621544×10157     |
| 450    | 1,733368733×101000    |
| 1000   | 4,023872601×102567    |
| 3249   | 6,412337688×10000     |
| 10000  | 2,846259681×1035659   |
| 25206  | 1,205703438×10100000  |
| 100000 | 2,824229408×10456573  |
| 205023 | 2,503898932×101000004 |
| 1000   | 8,263931688×105565708 |
| 10100  | 10101,9981097754820   |

У математици, факторијел ненегативног цијелог броја {\displaystyle n} је производ свих позитивних бројева мањих или једнаких {\displaystyle n}. На примјер,
{\displaystyle 5!=1\cdot 2\cdot 3\cdot 4\cdot 5=120\ } и {\displaystyle 6!=1\cdot 2\cdot 3\cdot 4\cdot 5\cdot 6=720\ }, гдје {\displaystyle n!} представља n-факторијел. Ознаку {\displaystyle n!} је први увео Кристијан Крамп, 1808. године. Вредност 0! је 1, према конвенцији за празан производ.
Операција факторијел се среће у многим областима математике, а посебно у комбинаторици, алгебри и математичкој анализи. Његова најосновнија употреба је бројање могућих различитих низова -- пермутација -- од n различитих објеката: којих има n!.
Факторијелска функција се исто тако може проширити на аргументе који нису целобројни уз задржавање најважнијих својстава; то укључује напреднију математику, и технике из математичке анализе.

## Дефиниција
Факторијел се формално дефинише на сљедећи начин
{\displaystyle n!=\prod _{k=1}^{n}k\qquad \forall n\in \mathbb {N} .\!}
Горња дефиниција претпоставља да је:
{\displaystyle 0!=1\ }
Ова дефиниција је корисна јер рекурзивна дефиниција факторијела гласи
{\displaystyle (n+1)!=n!(n+1)},
за шта је неопходно да факторијел броја 0 буде 1.

## Комбинаторика
Факторијел је важан у комбинаторици. На примјер, постоји укупно {\displaystyle n!} различитих начина да се распореди {\displaystyle n} различитих објеката (ови различити начини распореда се зову пермутације). Број начина на који се може извући {\displaystyle k} објеката из скупа од {\displaystyle n} објеката (број комбинација), је дат такозваним биномним коефицијентом:
{\displaystyle {n \choose k}={n! \over k!(n-k)!}}

## Теорија бројева
Факторијел се много користи у теорији бројева. Конкретно, {\displaystyle n!} је увијек дјељив свим простим бројевима до и укључујући {\displaystyle n}. Посљедично, {\displaystyle n>5} је композитан број ако и само ако
{\displaystyle (n-1)!\ \equiv \ 0\ ({\rm {mod}}\ n)}.
Штавише, имамо Вилсонову теорему која тврди
{\displaystyle (p-1)!\ \equiv \ -1\ ({\rm {mod}}\ p)}
ако и само ако је {\displaystyle p} прост број.
Једини факторијел броја а који је истовремено и прост број је број 2, али има много простих бројева облика {\displaystyle n!\pm 1}.

## Двоструки факторијел n!!
{\displaystyle n!!} није једнако {\displaystyle (n!)!}
{\displaystyle n!!=\left\{{\begin{matrix}1,\qquad \quad \ &&{\mbox{za }}n=0{\mbox{ ili }}n=1;\\n(n-2)!!&&{\mbox{za }}n\geq 2.\qquad \qquad \end{matrix}}\right.}
- 8!! = 2 · 4 · 6 · 8 = 384
- 9!! = 1 · 3 · 5 · 7 · 9 = 945

## Брзина раста функције
Како {\displaystyle n} расте, факторијел {\displaystyle n!} постаје већи од свих полиномијалних и експоненцијалних функција од {\displaystyle n}.
Кад је {\displaystyle n} велико, {\displaystyle n!} се процјењује са великом прецизношћу користећи Стирлингову апроксимацију:
{\displaystyle n!\approx {\sqrt {2\pi n}}\left({\frac {n}{e}}\right)^{n}.}
Логаритам факторијела се може искористити да би се израчунало колико ће цифара у датом бројном систему имати факторијел задатог броја. {\displaystyle log(n!)} се може лако израчунати на сљедећи начин:
{\displaystyle \sum _{k=1}^{n}{\log k}.}
Треба обратити пажњу да ова функција, кад јој се нацрта график, изгледа приближно линеарна, за мале вриједности; али фактор {\displaystyle {\log n!} \over n} расте до прилично великих вриједности, премда јако споро. График {\displaystyle log(n!)} за {\displaystyle n} између 0 и 20,000 је приказан десно.

## Израчунавање
Вриједност {\displaystyle n!} се може израчунати множењем свих природних бројева до {\displaystyle n}, ако {\displaystyle n} није велико. Највећи број за којег већина калкулатора може израчунати вриједност је {\displaystyle 69!}, јер је {\displaystyle 70!>10^{100}}. {\displaystyle 11!} и {\displaystyle 20!} су, тим редом, највећи бројеви чији факторијел може да стане у стандардне цјелобројне промјенљиве код тридесетдвобитних и шездесетчетворобитних рачунара. У пракси, већина програма рачуна ове мале бројеве директним множењем или вађењем резултата из табеле. Факторијели већих бројева се рачунају обично апроксимацијом, користећи Стирлингову формулу.
У теорији бројева и комбинаторици, често су потребне тачне вриједности факторијела великих бројева. Факторијели великих бројева се могу израчунати директних множењем, али множење редом {\displaystyle 1\cdot 2\cdot ...\cdot n} одоздо нагоре је неефикасно; боље је рекурзијом подијелити секвенцу тако да је величина сваког потпроизвода мања.

## Историја
Концепт факторијала је настао независно у многим културама:
- У индијској математици, један од најранијих познатих описа факторијала потиче из Анујогадвара-сутре,[2] једног од канонских дела џаинске литературе, коме су додељени датуми који варирају од 300. п. н. е. до 400. године нове ере.[3] Он одваја сортирани и обрнути редослед скупа ставки од осталих („мешовитих“) редоследа, процењујући број мешовитих поруџбина одузимањем два од уобичајене формуле производа за факторијел. Правило производа за пермутације је такође описао џаински монах Џинабадра из 6. века нове ере.[2] Хинду научници су користили факторијалне формуле од најмање 1150. године, када је Баскара II поменуо факторијале у свом делу Лилавати, у вези са проблемом на које начине је Вишну могао да држи своја четири карактеристична предмета (шкољку, диск, буздован и лотосов цвет) у његове четири руке, и сличан проблем за десеторуког бога.[4]
- У математици Блиског истока, хебрејска мистична књига о стварању Сефер Јецирах, из талмудског периода (200. до 500. не), наводи факторијале до 7! као део истраживања о броју речи које се могу формирати од хебрејског алфабета.[5][6] Факторијале је из сличних разлога проучавао и арапски граматичар из 8. века ел-Фарахиди. Factorials were also studied for similar reasons by 8th-century Arab grammarian [[]].[5] Арапски математичар Ибн ел-Хајтам (такође познат као Алхазен, око 965 – око 1040) био је први који је формулисао Вилсонову теорему повезујући факторијеле са простим бројевима.[7]
- У Европи, иако је грчка математика укључивала неку комбинаторику, и Платон је чувено користио 5.040 (факторијал) као популацију идеалне заједнице, делом због његових својстава дељивости,[8] не постоје директни докази о древном грчком проучавању факторијала. Уместо тога, први рад о факторијелима у Европи био је од стране јеврејских научника као што је Шабетај Доноло, објашњавајући одломак Сефер Јецира.[9] Године 1677, британски писац Фабијан Стедман описао је примену факторијела за промену звоњења, музичку уметност која укључује звоњење неколико подешених звона.[10][11]

Од касног 15. века па надаље, факторијели су постали предмет проучавања западних математичара. У расправи из 1494. године, италијански математичар Лука Пакиоли израчунао је факторијеле до 11!, у вези са проблемом распореда трпезаријских столова. Кристофер Клавијус је расправљао о факторијелима у коментару из 1603. о делу Јоханеса де Сакробоска, а током 1640-их, француски полимат Марин Мерсен је објавио велике (али не сасвим тачне) табеле факторијала, до 64!, засноване на Клавијусовом делу. Степени ред за експоненцијалну функцију, са реципрочним факторијелима за њене коефицијенте, први је формулисао Исак Њутн 1676. године у писму Готфриду Вилхелму Лајбницу. Друга важна дела ране европске математике о факторијелима укључују опсежно покривање у расправи Џона Волиса из 1685. године, студију њихових приближних вредности за велике вредности {\displaystyle n} коју је урадио Абрам де Моавр из 1721. године, писмо Џејмса Стирлинга де Моавру из 1729. у којем се наводи оно што је постало познато као Стирлингова апроксимација, и у исто време рад Даниела Бернулија и Леонхарда Ојлера који формулишу континуирано проширење факторијелне функције на гама функцију. Адријен-Мари Лежандр је укључио Лежандрову формулу, описујући експоненте у факторизацији факторијела у просте степене, у текст из 1808. о теорији бројева.
Ознаку {\displaystyle n!} за факторијале је увео француски математичар Кристијан Крамп 1808. године. Коришћене су и многе друге ознаке. Још једна каснија нотација, у којој је аргумент факторијала био напола затворен са леве и доње стране кутије, била је популарна неко време у Британији и Америци, али је изашла из употребе, можда зато што је тешко припремити за штампу. Реч „факторијел“ (првобитно француски: factorielle) је први пут употребио 1800. године Луј Франсоа Антоан Арбогаст, у првом раду о Фаа-ди-Бруновој формули, али се односи на општији концепт производа аритметичких прогресија. „Фактори“ на које се овај назив односи су чланови формуле производа за факторијел.